# ديفيد كي. ديل
ديفيد كي. ديل هو سياسي أمريكي، ولد في 7 يوليو 1955 في إنديانابوليس في الولايات المتحدة، وتوفي في 8 أغسطس 2015 في Armstrong, Thunder Bay District, Ontario ‏ في كندا بسبب سرطان. نشط حزبياً في حزب العمال المزارعين الديمقراطيين في مينيسوتا والحزب الديمقراطي. وقد انتخب عضو مجلس نواب مينيسوتا ‏.